# 바르비종

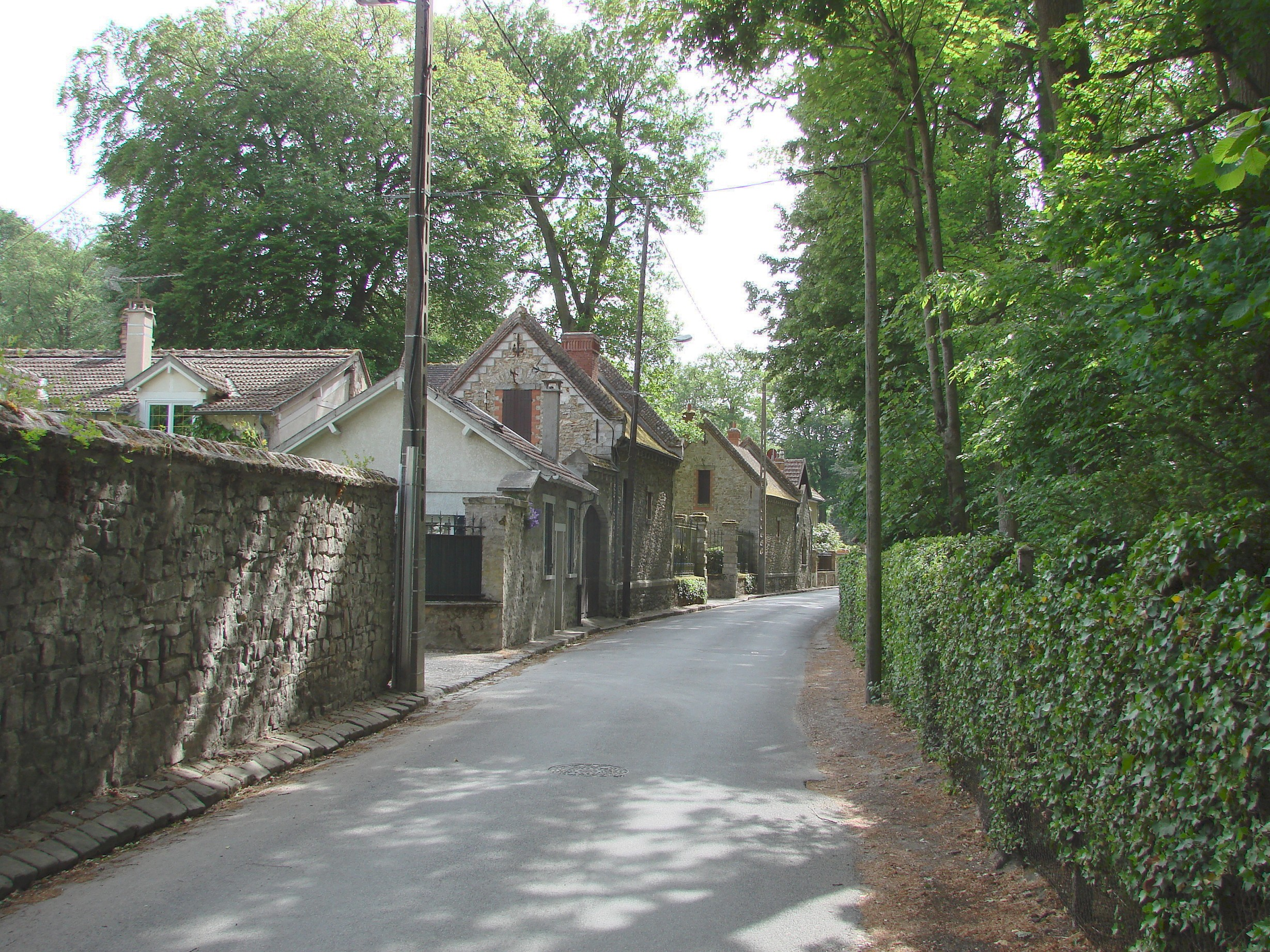
바르비종

바르비종(프랑스어: Barbizon)은 프랑스 일드프랑스 센에마른주에 위치한 도시로 면적은 5.27km2, 인구는 1,588명(2006년 기준), 인구 밀도는 300명/km2이다. 화가인 장프랑수아 밀레로 유명한 바르비종파의 발상지이기도 하다.

시 문장

## 같이 보기
- 센에마른주의 코뮌 목록